# Torneo del Inca 2015
El Torneo del Inca 2015 (denominado Movistar por razones de patrocinio) fue la tercera edición de este torneo de fútbol disputado previo al Campeonato Descentralizado 2015. Constituyó una competencia de carácter oficial de equipos de la Primera División bajo el formato de una Copa Nacional y participaron en él los diecisiete clubes que la integraban.
Su organización, control y desarrollo está a cargo de la Asociación Deportiva de Fútbol Profesional (ADFP), bajo la supervisión de la Federación Peruana de Fútbol (FPF). Comenzó el 6 de febrero y culminó el 26 de abril.

## Sistema de campeonato
La Asamblea de Bases de la Asociación Deportiva de Fútbol Profesional (ADFP) decidió que el Torneo del Inca se juegue con el siguiente formato de esta manera:
1. Se forman tres grupos: dos de 6 equipos y uno de 5.
2. Se disputan partidos de ida y vuelta: los ganadores de cada grupo, más el mejor segundo (segundo con el mejor promedio.) juegan las semifinales, posteriormente la final.
3. El campeón del torneo clasifica a los Play-Off del Campeonato Descentralizado 2015.

### Equipos participantes
Participan los 17 equipos de Primera División.
| Club                | Ciudad    | Entrenador            | Estadio               | Capacidad | Marca     | Patrocinador principal |
| ------------------- | --------- | --------------------- | --------------------- | --------- | --------- | ---------------------- |
| Alianza Atlético    | Sullana   | Teddy Cardama         | Miguel Grau           | 25.000    | Walon     | Caja Sullana           |
| Alianza Lima        | Lima      | Guillermo Sanguinetti | Alejandro Villanueva  | 35.000    | Nike      | Corazón                |
| Ayacucho FC         | Ayacucho  | Fredy García          | Ciudad de Cumaná      | 15.000    | Walon     | C.F.M.                 |
| Cienciano           | Cusco     | Jorge Espejo          | Garcilaso de la Vega  | 42.000    | Lotto     | Caja Cusco             |
| Deportivo Municipal | Lima      | Roberto Pompei        | Iván Elías Moreno     | 12.000    | Marathon  | Sporade                |
| FBC Melgar          | Arequipa  | Juan Reynoso          | Monumental de la UNSA | 47.000    | Joma      | Caja Arequipa          |
| Juan Aurich         | Chiclayo  | Roberto Mosquera      | Elías Aguirre         | 25.000    | Joma      | Ciclón                 |
| León de Huánuco     | Huánuco   | Rolando Chilavert     | Heraclio Tapia        | 25.000    | Marathon  | Kendall                |
| Real Garcilaso      | Cusco     | Mariano Soso          | Garcilaso de la Vega  | 42.000    | Walon     | Intralot               |
| Sport Huancayo      | Huancayo  | Walter Lizárraga      | Huancayo              | 20.000    | Manchete  | Caja Huancayo          |
| Sport Loreto        | Pucallpa  | César Tabares         | Aliardo Soria         | 25.000    | Chura     | Comeco                 |
| Sporting Cristal    | Lima      | Daniel Ahmed          | Alberto Gallardo      | 18.000    | Adidas    | Raza                   |
| Unión Comercio      | Moyobamba | Walter Aristizábal    | Regional IPD          | 6.000     | Real      | Bandera de ?           |
| U. César Vallejo    | Trujillo  | Franco Navarro        | Mansiche              | 27.000    | Joma      | UCV                    |
| U. San Martín       | Lima      | Cristian Díaz         | Miguel Grau           | 17.000    | Umbro     | Herbalife              |
| UTC                 | Cajamarca | Ricardo Martínez      | Héroes de San Ramón   | 18.000    | Triathlon | UAP                    |
| Universitario       | Lima      | Carlos Silvestri      | Monumental            | 80.093    | Umbro     | Garra                  |

### Equipos por departamento
| Departamentos | N.º | Club                                                                                    |
| ------------- | --- | --------------------------------------------------------------------------------------- |
| Lima          | 5   | - Alianza Lima - Deportivo Municipal - U. San Martín - Sporting Cristal - Universitario |
| Cusco         | 2   | - Cienciano - Real Garcilaso                                                            |
| Lambayeque    | 1   | - Juan Aurich                                                                           |
| Arequipa      | 1   | - FBC Melgar                                                                            |
| Ayacucho      | 1   | - Ayacucho FC                                                                           |
| Cajamarca     | 1   | - UTC                                                                                   |
| Huánuco       | 1   | - León de Huánuco                                                                       |
| Junín         | 1   | - Sport Huancayo                                                                        |
| La Libertad   | 1   | - U. César Vallejo                                                                      |
| Piura         | 1   | - Alianza Atlético                                                                      |
| San Martín    | 1   | - Unión Comercio                                                                        |
| Ucayali       | 1   | - Sport Loreto                                                                          |

| Alianza Atlético Unión Comercio Juan Aurich UTC U. César Vallejo Sport Loreto León de Huánuco Alianza Lima Deportivo Municipal U. San Martín Sporting Cristal Universitario Sport Huancayo Ayacucho Cienciano Real Garcilaso Melgar |

## Fase de grupos

### Grupo A
|    | Equipo              | PJ | PG | PE | PP | GF | GC | DG  | Pts |
| -- | ------------------- | -- | -- | -- | -- | -- | -- | --- | --- |
| 1º | U. San Martín       | 10 | 6  | 1  | 3  | 12 | 7  | +5  | 19  |
| 2º | Sporting Cristal    | 10 | 6  | 0  | 4  | 15 | 11 | +4  | 18  |
| 3º | FBC Melgar          | 10 | 6  | 0  | 4  | 14 | 14 | 0   | 18  |
| 4º | Cienciano           | 10 | 4  | 2  | 4  | 10 | 8  | +2  | 14  |
| 5º | Deportivo Municipal | 10 | 2  | 3  | 5  | 6  | 16 | -10 | 9   |
| 6º | Juan Aurich         | 10 | 2  | 2  | 6  | 12 | 13 | -1  | 8   |

|  | Clasifica a las semifinales. |

#### Primera vuelta
| Deportivo Municipal | 0 - 5 | Sporting Cristal | Estadio Nacional     | 7 de febrero | 15:00 |  |
| Juan Aurich         | 0 - 1 | U. San Martín    | Elías Aguirre        | 7 de febrero | 17:30 |  |
| Cienciano           | 3 - 0 | FBC Melgar       | Garcilaso de la Vega | 8 de febrero | 13:30 |  |

| Sporting Cristal | 1 - 0 | Cienciano           | Alberto Gallardo      | 10 de febrero | 15:30 |  |
| U. San Martín    | 0 - 0 | Deportivo Municipal | Miguel Grau           | 10 de febrero | 20:00 |  |
| FBC Melgar       | 2 - 1 | Juan Aurich         | Monumental de la UNSA | 25 de febrero | 15:30 |  |

| Deportivo Municipal | 1 - 1 | Juan Aurich      | Iván Elías Moreno     | 14 de febrero | 15:00 |  |
| FBC Melgar          | 2 - 1 | Sporting Cristal | Monumental de la UNSA | 14 de febrero | 17:30 |  |
| Cienciano           | 1 - 0 | U. San Martín    | Garcilaso de la Vega  | 15 de febrero | 11:15 |  |

| U. San Martín       | 1 - 0 | FBC Melgar       | Miguel Grau       | 20 de febrero | 20:00 |  |
| Deportivo Municipal | 1 - 0 | Cienciano        | Iván Elías Moreno | 21 de febrero | 15:00 |  |
| Juan Aurich         | 2 - 3 | Sporting Cristal | Elías Aguirre     | 21 de febrero | 17:30 |  |

| FBC Melgar       | 3 - 1 | Deportivo Municipal | Monumental de la UNSA | 28 de febrero | 17:30 |  |
| Cienciano        | 2 - 0 | Juan Aurich         | Garcilaso de la Vega  | 1 de marzo    | 11:15 |  |
| Sporting Cristal | 2 - 1 | U. San Martín       | Alberto Gallardo      | 1 de marzo    | 16:00 |  |

#### Segunda vuelta
| U. San Martín       | 3 - 0 | Sporting Cristal | Miguel Grau       | 6 de marzo | 20:00 |  |
| Deportivo Municipal | 2 - 0 | FBC Melgar       | Iván Elías Moreno | 7 de marzo | 15:00 |  |
| Juan Aurich         | 1 - 1 | Cienciano        | Elías Aguirre     | 8 de marzo | 18:15 |  |

| FBC Melgar       | 3 - 2 | U. San Martín       | Monumental de la UNSA | 14 de marzo | 17:30 |  |
| Cienciano        | 0 - 0 | Deportivo Municipal | Garcilaso de la Vega  | 15 de marzo | 11:15 |  |
| Sporting Cristal | 0 - 2 | Juan Aurich         | Alberto Gallardo      | 15 de marzo | 16:00 |  |

| U. San Martín    | 2 - 1 | Cienciano           | Miguel Grau      | 20 de marzo | 20:00 |  |
| Sporting Cristal | 2 - 0 | FBC Melgar          | Alberto Gallardo | 21 de marzo | 12:30 |  |
| Juan Aurich      | 5 - 1 | Deportivo Municipal | Elías Aguirre    | 22 de marzo | 18:15 |  |

| Juan Aurich         | 0 - 1 | FBC Melgar       | Elías Aguirre        | 1 de abril | 17:45 |  |
| Cienciano           | 1 - 0 | Sporting Cristal | Garcilaso de la Vega | 2 de abril | 11:15 |  |
| Deportivo Municipal | 0 - 1 | U. San Martín    | Iván Elías Moreno    | 2 de abril | 15:45 |  |

| Sporting Cristal | 1 - 0 | Deportivo Municipal | Alberto Gallardo      | 5 de abril | 15:30 | - |
| U. San Martín    | 1 - 0 | Juan Aurich         | Miguel Grau           | 5 de abril | 15:30 | - |
| FBC Melgar       | 3 - 1 | Cienciano           | Monumental de la UNSA | 5 de abril | 15:30 | - |

### Grupo B
|    | Equipo           | PJ | PG | PE | PP | GF | GC | DG  | Pts |
| -- | ---------------- | -- | -- | -- | -- | -- | -- | --- | --- |
| 1º | U. César Vallejo | 10 | 8  | 0  | 2  | 24 | 11 | +13 | 24  |
| 2º | Real Garcilaso   | 10 | 7  | 1  | 2  | 19 | 10 | +9  | 22  |
| 3º | León de Huánuco  | 10 | 5  | 1  | 4  | 14 | 12 | +2  | 16  |
| 4º | Alianza Atlético | 10 | 3  | 0  | 7  | 12 | 17 | -5  | 9   |
| 5º | Universitario    | 10 | 3  | 0  | 7  | 10 | 17 | -7  | 9   |
| 6º | UTC              | 10 | 3  | 0  | 7  | 8  | 20 | -12 | 9   |

|  | Clasifica a las semifinales.                    |
|  | Clasifica a las semifinales como mejor segundo. |

#### Primera vuelta
| UTC              | 1 - 0 | Real Garcilaso   | Héroes de San Ramón | 6 de febrero | 15:30 |  |
| Alianza Atlético | 2 - 3 | U. César Vallejo | Miguel Grau         | 6 de febrero | 20:00 |  |
| Universitario    | 1 - 0 | León de Huánuco  | Monumental          | 8 de febrero | 16:00 |  |

| U. César Vallejo | 4 - 1 | UTC              | Mansiche             | 10 de febrero | 17:45 |   |
| León de Huánuco  | 2 - 1 | Alianza Atlético | Heraclio Tapia       | 11 de febrero | 13:00 |   |
| Real Garcilaso   | 4 - 0 | Universitario    | Garcilaso de la Vega | 11 de febrero | 13:00 | - |

| U. César Vallejo | 3 - 1 | León de Huánuco | Mansiche    | 15 de febrero | 13:30 |  |
| Universitario    | 2 - 1 | UTC             | Monumental  | 15 de febrero | 16:00 |  |
| Alianza Atlético | 1 - 2 | Real Garcilaso  | Miguel Grau | 16 de febrero | 20:00 |  |

| UTC            | 2 - 0 | Alianza Atlético | Héroes de San Ramón  | 20 de febrero | 15:30 |   |
| Real Garcilaso | 0 - 0 | León de Huánuco  | Garcilaso de la Vega | 22 de febrero | 13:00 | - |
| Universitario  | 0 - 1 | U. César Vallejo | Monumental           | 22 de febrero | 16:00 |   |

| Alianza Atlético | 2 - 1 | Universitario  | Miguel Grau    | 27 de febrero | 20:00 |  |
| U. César Vallejo | 4 - 0 | Real Garcilaso | Mansiche       | 28 de febrero | 20:00 |  |
| León de Huánuco  | 2 - 0 | UTC            | Heraclio Tapia | 1 de marzo    | 13:30 |  |

#### Segunda vuelta
| UTC            | 1 - 3 | León de Huánuco  | Héroes de San Ramón  | 6 de marzo | 15:30 |  |
| Real Garcilaso | 3 - 1 | U. César Vallejo | Garcilaso de la Vega | 8 de marzo | 13:30 |  |
| Universitario  | 3 - 0 | Alianza Atlético | Monumental           | 8 de marzo | 16:00 |  |

| U. César Vallejo | 2 - 1 | Universitario  | Mansiche              | 14 de marzo | 15:00 |  |
| León de Huánuco  | 1 - 2 | Real Garcilaso | Heraclio Tapia        | 15 de marzo | 13:30 |  |
| Alianza Atlético | 4 - 0 | UTC            | Coloso de la Frontera | 8 de julio  | 13:00 |  |

| León de Huánuco | 1 - 3 | U. César Vallejo | Heraclio Tapia       | 20 de marzo | 15:30 |  |
| UTC             | 1 - 0 | Universitario    | Héroes de San Ramón  | 21 de marzo | 15:00 |  |
| Real Garcilaso  | 1 - 0 | Alianza Atlético | Garcilaso de la Vega | 22 de marzo | 11:15 |  |

| UTC              | 0 - 2 | U. César Vallejo | Héroes de San Ramón       | 1 de abril | 15:30 |  |
| Universitario    | 1 - 4 | Real Garcilaso   | Monumental                | 1 de abril | 20:00 |  |
| Alianza Atlético | 0 - 2 | León de Huánuco  | Francisco Mendoza Pizarro | 2 de abril | 13:30 |  |

| U. César Vallejo | 1 - 2 | Alianza Atlético | Mansiche             | 5 de abril | 15:30 | - |
| León de Huánuco  | 2 - 1 | Universitario    | Heraclio Tapia       | 5 de abril | 15:30 | - |
| Real Garcilaso   | 3 - 1 | UTC              | Garcilaso de la Vega | 5 de abril | 15:30 | - |

### Grupo C
|    | Equipo         | PJ | PG | PE | PP | GF | GC | DG  | Pts |
| -- | -------------- | -- | -- | -- | -- | -- | -- | --- | --- |
| 1º | Alianza Lima   | 8  | 5  | 1  | 2  | 16 | 7  | +9  | 16  |
| 2º | Sport Huancayo | 8  | 5  | 1  | 2  | 10 | 7  | +3  | 16  |
| 3º | Unión Comercio | 8  | 4  | 3  | 1  | 13 | 8  | +5  | 15  |
| 4º | Ayacucho FC    | 8  | 1  | 2  | 5  | 11 | 18 | -7  | 5   |
| 5º | Sport Loreto   | 8  | 1  | 1  | 6  | 7  | 17 | -10 | 4   |

|  | Clasifica a las semifinales. |
|  | Se le descuenta 1 punto en la Tabla Acumulada del Campeonato Descentralizado al penúltimo de la Tabla General del Torneo del Inca. |
|  | Se le descuenta 2 puntos en la Tabla Acumulada del Campeonato Descentralizado al último de la Tabla General del Torneo del Inca.   |

#### Primera vuelta
| Sport Huancayo | 2 - 1       | Alianza Lima | Huancayo     | 7 de febrero | 13:00       | -           |
| Unión Comercio | 4 - 2       | Sport Loreto | Regional IPD | 8 de febrero | 11:15       |             |
| Equipo Libre:  | Ayacucho FC | Ayacucho FC  | Ayacucho FC  | Ayacucho FC  | Ayacucho FC | Ayacucho FC |

| Ayacucho FC   | 1 - 2        | Sport Huancayo | Ciudad de Cumaná      | 10 de febrero | 13:00        |              |
| Alianza Lima  | 0 - 0        | Unión Comercio | Segundo Aranda Torres | 18 de febrero | 16:00        |              |
| Equipo Libre: | Sport Loreto | Sport Loreto   | Sport Loreto          | Sport Loreto  | Sport Loreto | Sport Loreto |

| Unión Comercio | 4 - 1          | Ayacucho FC    | Regional IPD   | 14 de febrero  | 12:30          |                |
| Sport Loreto   | 0 - 1          | Alianza Lima   | Aliardo Soria  | 14 de febrero  | 20:00          |                |
| Equipo Libre:  | Sport Huancayo | Sport Huancayo | Sport Huancayo | Sport Huancayo | Sport Huancayo | Sport Huancayo |

| Ayacucho FC    | 4 - 0        | Sport Loreto   | Ciudad de Cumaná | 21 de febrero | 12:30        |              |
| Sport Huancayo | 2 - 0        | Unión Comercio | Huancayo         | 21 de febrero | 13:30        | -            |
| Equipo Libre:  | Alianza Lima | Alianza Lima   | Alianza Lima     | Alianza Lima  | Alianza Lima | Alianza Lima |

| Alianza Lima  | 3 - 1          | Ayacucho FC    | Alejandro Villanueva | 28 de febrero  | 15:00          |                |
| Sport Loreto  | 1 - 2          | Sport Huancayo | Aliardo Soria        | 1 de marzo     | 16:00          | -              |
| Equipo Libre: | Unión Comercio | Unión Comercio | Unión Comercio       | Unión Comercio | Unión Comercio | Unión Comercio |

#### Segunda vuelta
| Ayacucho FC    | 1 - 3          | Alianza Lima   | Ciudad de Cumaná | 7 de marzo     | 12:30          |                |
| Sport Huancayo | 1 - 0          | Sport Loreto   | Huancayo         | 8 de marzo     | 11:15          |                |
| Equipo Libre:  | Unión Comercio | Unión Comercio | Unión Comercio   | Unión Comercio | Unión Comercio | Unión Comercio |

| Unión Comercio | 1 - 0        | Sport Huancayo | Regional IPD  | 14 de marzo  | 12:30        |              |
| Sport Loreto   | 4 - 1        | Ayacucho FC    | Aliardo Soria | 14 de marzo  | 16:00        | -            |
| Equipo Libre:  | Alianza Lima | Alianza Lima   | Alianza Lima  | Alianza Lima | Alianza Lima | Alianza Lima |

| Ayacucho FC   | 1 - 1          | Unión Comercio | Ciudad de Cumaná     | 22 de marzo    | 13:00          |                |
| Alianza Lima  | 4 - 0          | Sport Loreto   | Alejandro Villanueva | 22 de marzo    | 16:00          |                |
| Equipo Libre: | Sport Huancayo | Sport Huancayo | Sport Huancayo       | Sport Huancayo | Sport Huancayo | Sport Huancayo |

| Sport Huancayo | 1 - 1        | Ayacucho FC  | Huancayo     | 31 de marzo  | 13:00        |              |
| Unión Comercio | 3 - 2        | Alianza Lima | Regional IPD | 1 de abril   | 13:15        |              |
| Equipo Libre:  | Sport Loreto | Sport Loreto | Sport Loreto | Sport Loreto | Sport Loreto | Sport Loreto |

| Alianza Lima  | 2 - 0       | Sport Huancayo | Alejandro Villanueva | 5 de abril  | 15:30       |             |
| Sport Loreto  | 0 - 0       | Unión Comercio | Aliardo Soria        | 5 de abril  | 15:30       | -           |
| Equipo Libre: | Ayacucho FC | Ayacucho FC    | Ayacucho FC          | Ayacucho FC | Ayacucho FC | Ayacucho FC |

### Mejores segundos
Entre los equipos que alcanzaran el segundo lugar de sus respectivos grupos, avanzará a semifinal aquel que tenga el mejor promedio.
| Equipo           | Grupo | PJ | PG | PE | PP | GF | GC | Dif | Pts | Pro  |
| ---------------- | ----- | -- | -- | -- | -- | -- | -- | --- | --- | ---- |
| Real Garcilaso   | B     | 10 | 7  | 1  | 2  | 19 | 10 | +9  | 22  | 2.20 |
| Sport Huancayo   | C     | 8  | 5  | 1  | 2  | 10 | 7  | +3  | 16  | 2.00 |
| Sporting Cristal | A     | 10 | 6  | 0  | 4  | 15 | 11 | +4  | 18  | 1.80 |

### Tabla general
Al último y penúltimo (aplicado el promedio) de la Tabla General del Torneo del Inca (Ver tabla a Detalle), se le descontarán 2 y 1 punto respectivamente en la Tabla Acumulada del Descentralizado (Torneo Apertura y Clausura).
|     | Equipo       | PJ | PG | PE | PP | GF | GC | DG  | Pts | Pro  |
| --- | ------------ | -- | -- | -- | -- | -- | -- | --- | --- | ---- |
| 15º | Juan Aurich  | 10 | 2  | 2  | 6  | 12 | 13 | -1  | 8   | 0.80 |
| 16º | Ayacucho FC  | 8  | 1  | 2  | 5  | 11 | 18 | -7  | 5   | 0.63 |
| 17º | Sport Loreto | 8  | 1  | 1  | 6  | 7  | 17 | -10 | 4   | 0.50 |

## Fase final
La Fase final enfrenta por sorteo a los primeros del Grupo A, Grupo B, Grupo C y Mejor Segundo en donde las Semifinales se jugarán en partidos de ida y vuelta mientras que la Final será a partido único.
| Equipo           | Vía de clasificación |
| ---------------- | -------------------- |
| U. San Martín    | Primero Grupo A      |
| U. César Vallejo | Primero Grupo B      |
| Alianza Lima     | Primero Grupo C      |
| Real Garcilaso   | Mejor Segundo        |

|  | Semifinales            | Semifinales            | Semifinales            |   |                  | Final       | Final       |  |
|  | 11/12 - 18/19 de abril | 11/12 - 18/19 de abril | 11/12 - 18/19 de abril |   |                  | 26 de abril | 26 de abril |  |
|  |                        |                        |                        |   |                  |             |             |  |
|  |                        |                        |                        |   |                  |             |             |  |
|  | Real Garcilaso         | 2                      | 0 (4)                  |   |                  |             |             |  |
|  | Real Garcilaso         | 2                      | 0 (4)                  |   |                  |             |             |  |
|  | U. César Vallejo       | 0                      | 2 (5)                  |   |                  |             |             |  |
|  | U. César Vallejo       | 0                      | 2 (5)                  |   | U. César Vallejo | 3           |             |  |
|  |                        |                        |                        |   | U. César Vallejo | 3           |             |  |
|  |                        |                        | Alianza Lima           | 1 |                  |             |             |  |
|  | Alianza Lima           | 2                      | Alianza Lima           | 1 | 3                |             |             |  |
|  | Alianza Lima           | 2                      |                        |   | 3                |             |             |  |
|  | U. San Martín          | 1                      | 3                      |   |                  |             |             |  |
|  | U. San Martín          | 1                      | 3                      |   |                  |             |             |  |
|  |                        |                        |                        |   |                  |             |             |  |

### Semifinales
Serán dos partidos de ida y vuelta (la localía se sorteó). En caso de empate en goles, el equipo con más goles en condición de visita
será el que clasifique. En caso de que ambos scores sean iguales se procederá a una definición por penales.
| 11 de abril de 2015, 15:00 | Real Garcilaso         | 2:0 (1:0) | U. César Vallejo | Estadio Inca Garcilaso, Cusco                             |                                                           |
|                            | Souza 35' · Flores 87' | Reporte   |                  | Asistencia: 7.412 espectadores Árbitro(s): Henry Gambetta | Asistencia: 7.412 espectadores Árbitro(s): Henry Gambetta |

| 19 de abril de 2015, 16:00 | U. César Vallejo                          | 2:0 (1:0) (5:4 p.)         | Real Garcilaso                                 | Estadio Mansiche, Trujillo                             |                                                        |
|                            | Millán 45' (pen.) · Riojas 88'            | Reporte                    |                                                | Asistencia: 10.518 espectadores Árbitro(s): Luis Garay | Asistencia: 10.518 espectadores Árbitro(s): Luis Garay |
|                            |                                           | Tiros desde el punto penal |                                                |                                                        |                                                        |
|                            | Ciucci · Viza · Morales · Chávez · Millán |                            | Ramúa · Rodríguez · Vílchez · Valverde · Souza |                                                        |                                                        |

| 12 de abril de 2015, 16:00 | Alianza Lima                | 2:1 (1:1) | U. San Martín | Estadio Alejandro Villanueva, Lima                     |                                                        |
|                            | Miers 10' · Guevgeozián 73' | Reporte   | Corzo 45'     | Asistencia: 21.911 espectadores Árbitro(s): Luis Garay | Asistencia: 21.911 espectadores Árbitro(s): Luis Garay |

| 18 de abril de 2015, 15:00 | U. San Martín                | 3:3 (1:0) | Alianza Lima                             | Estadio Miguel Grau, Callao                           |                                                       |
|                            | Hohberg 41' 90' · Freire 82' | Reporte   | Guizasola 72' · Costa 78' · Atoche 90+3' | Asistencia: 2.425 espectadores Árbitro(s): Diego Haro | Asistencia: 2.425 espectadores Árbitro(s): Diego Haro |

### Final
Partido único en el Estadio Nacional, en caso de igualdad se procederá a jugarse una prórroga de dos tiempos de 15 minutos y en caso de seguir empates se procederá a una definición por penales.
| 26 de abril de 2015, 18:00 | Alianza Lima | 1:3 (1:1) | U. César Vallejo                     | Estadio Nacional, Lima                                     |                                                            |
|                            | Miers 20'    | Reporte   | Montes 38' · Cedrón 74' · Chávez 86' | Asistencia: 35.320 espectadores Árbitro(s): Henry Gambetta | Asistencia: 35.320 espectadores Árbitro(s): Henry Gambetta |

#### Clasificado
| (Ganador Torneo del Inca) U. César Vallejo Clasificado a los Play-offs del Campeonato Descentralizado 2015 |

|                             |
|                             |
| Campeón del Torneo del Inca |
| Universidad César Vallejo   |
| 1.er título                 |

## Goleadores
| Jugador             | Equipo          | Goles |
| ------------------- | --------------- | ----- |
| Lionard Pajoy       | Unión Comercio  | 7     |
| Maximiliano Velasco | U. San Martín   | 7     |
| Maximiliano Giusti  | León de Huánuco | 7     |
| Christian Cueva     | Alianza Lima    | 7     |
| Antonio Meza Cuadra | Sport Huancayo  | 6     |